# حزب الوحدة الشعبية اليمني
حزب الوحدة الشعبية اليمني حزب سياسي يمني ، تقدم للتسجيل في لجنة شئون الأحزاب 1 أبريل 1996 و حصل على قرار التسجيل من لجنة شئون الأحزاب في 26 يونيو 1997 . الأمين العام للحزب رضوان محمد عبد الله الحوبامي .

## العملية السياسية
- لم يشارك في الانتخابات النيابية الأولى 1993 ولم يشارك أيضاً في الانتخابات الثانية 1997 .
- شارك في الانتخابات النيابية الثالثة 2003 ولم يحصل على أي مقعد وحصل على 1739 صوت من إجمالي الأصوات الصحيحة البالغ عددها 5996049 وبنسبة 0.03%.